# Luthrodes cleotas
Luthrodes cleotas är en fjärilsart som beskrevs av Guérin-ménéville 1829. Luthrodes cleotas ingår i släktet Luthrodes och familjen juvelvingar. Inga underarter finns listade i Catalogue of Life.